# Championnat de Belgique de football 1921-1922
Navigation
Saison précédente Saison suivante
Le championnat de Belgique de football 1921-1922 est la 22e saison du championnat de première division belge. Son nom officiel est « Division d'Honneur ». Pour la première fois, quatorze équipes participent au championnat. Ce nombre restera la norme jusqu'au déclenchement de la Seconde Guerre mondiale. Un changement qui fait passer le total de matches disputés (hors test-matches éventuels) de 132 à 182. Le championnat est ainsi allongé de 4 journées, en fait, autant de dimanches ou jours fériés, seules dates disponibles à cette époque.
Le Daring, champion en titre, rate complètement sa saison et la lutte pour le titre concerne principalement trois équipes, l'Union, comme chaque année pourrait-on dire, est cette fois opposée aux deux clubs anversois, le Beerschot et l'Antwerp. Ce dernier lâche prise en cours de saison et doit laisser ses rivaux ancestraux disputer le titre lors d'un test-match face aux « Unionistes ». En remportant ce match décisif, le Beerschot devient le premier club anversois sacré champion de Belgique.
Cette saison marque le retour au plus haut niveau du Standard de Liège. Depuis lors, le club liégeois n'a plus jamais quitté l'élite nationale. Les deux autres promus sont deux futurs grands du championnat, le SC Anderlechtois et le FC Malinois.

## Clubs participants
Dorénavant quatorze clubs prennent part à la compétition, c'est deux de plus que la saison précédente. Ceux dont le matricule est mis en gras existent toujours aujourd'hui.
| #  | Nom                                       | Mat. | Ville      | Terrain              | En D1 depuis (série) | Total en D1 | Saison précédente |
| -- | ----------------------------------------- | ---- | ---------- | -------------------- | -------------------- | ----------- | ----------------- |
| 1  | Sporting Club Anderlechtois               | 35   | Anderlecht | Parc de Meir         | 1921-1922 (1re)      | 1re         | Promotion : 3e    |
| 2  | Royal Antwerp Football Club               | 1    | Anvers     | Broodstraat          | 1901-1902 (16e)      | 21e         | 9e                |
| 3  | Beerschot Athletic Club                   | 13   | Anvers     | Kiel                 | 1907-1908 (10e)      | 16e         | 3e                |
| 4  | Cercle Sportif Brugeois                   | 12   | Bruges     | Stade du CS Brugeois | 1899-1900 (18e)      | 18e         | 5e                |
| 5  | Royal Football Club Brugeois              | 3    | Bruges     | De Klokke            | 1898-1899 (19e)      | 20e         | 4e                |
| 6  | Daring Club de Bruxelles Société Royale   | 2    | Molenbeek  | Stade du Daring      | 1903-1904 (14e)      | 14e         | 1er               |
| 7  | Royal Racing Club de Bruxelles            | 6    | Uccle      | Vivier d'Oie         | 1895-1896 (22e)      | 22e         | 6e                |
| 8  | Racing Club de Gand                       | 11   | Gand       | Emmanuel Hielstadion | 1911-1912 (6e)       | 7e          | 8e                |
| 9  | Association Royale Athlétique La Gantoise | 7    | Gentbrugge | Stade Jules Otten    | 1913-1914 (4e)       | 4e          | 7e                |
| 10 | Standard Club Liégeois                    | 16   | Sclessin   | Stade de Sclessin    | 1921-1922 (1re)      | 6e          | Promotion : 1er   |
| 11 | Football Club Malinois                    | 25   | Malines    | Achter de Kazerne    | 1921-1922 (1re)      | 1re         | Promotion : 2e    |
| 12 | Racing Club de Malines                    | 24   | Malines    | Rode Kruisplein      | 1919-1920 (3e)       | 5e          | 10e               |
| 13 | Union Saint-Gilloise                      | 10   | Forest     | Stade du Parc Duden  | 1901-1902 (16e)      | 16e         | 2e                |
| 14 | Club Sportif Verviétois                   | 8    | Verviers   | ?                    | 1912-1913 (5e)       | 12e         | 11e               |

### Localisations
| Antwerp Beerschot RC Gand La Gantoise RC Malines FC Malinois Bruxelles FC Brugeois CS Brugeois Standard CS Verviers |

#### Localisation des clubs bruxellois
les 4 cercles bruxellois sont :
(5) Daring CB SR
(6) SC Anderlechtois
(7) Union SG
(10) R. Racing CB

## Déroulement de la saison

### Les anversois se détachent, l'Union toujours présente
Le Beerschot AC, l'Union Saint-Gilloise et l'Antwerp se disputent le titre cette saison. Le champion en titre, le Daring, perd beaucoup de points dès l'entame du championnat et ne sera jamais dans le coup.
Dans le courant du mois d'octobre, l'Antwerp gaspille des points, notamment à la suite d'une défaite face au Racing CB. Ils infligent ensuite leur première défaite de la saison aux joueurs de l'Union, qui ne s'était plus incliné depuis douze matches. Le Beerschot démarre lui sa saison en trombe en remportant ses six premiers matches. Il s'incline ensuite sur le terrain du Daring, 2-1. Les deux clubs anversois sont battus au CS Brugeois, 4-0 pour l'Antwerp et 3-1 pour le Beerschot. En janvier, le « Great Old » est également battu à domicile par le Racing CB (0-1) tandis que les « Beerschotmen » se font surprendre au Racing de Gand (2-1), en lutte pour son maintien. L'irrégularité de ces deux formations ne profite pas à l'Union, qui enchaîne les matches nuls (9 sur l'ensemble de la saison, soit un match sur trois).

### Fin de championnat à suspense
Le 26 février 1922, le Beerschot et l'Antwerp qui viennent de se neutraliser (0-0) occupent respectivement les première et troisième places, avec 29 et 27 points. L'Union, battue ce dimanche-là par le RC de Malines (1-2) est intercalée avec 28 points. Deux semaines plus tard, Union et Beerschot se quittent sur un nul blanc dont ne profite pas l'Antwerp, battu à domicile par le Standard et sont presque éliminés de la course au titre.
L'Antwerp termine son championnat le 23 avril 1922, par trois victoires et un partage sur le terrain du Standard. Le club compte 37 points, soit autant que le Beerschot et un de plus que l'Union, mais les anversois doivent encore jouer un match et les bruxellois deux. Les Beerschotmen remporte leur match en retard 0-2 à Anderlecht tandis que l'Union est accrochée par le Racing CB (0-0). Les Saint-Gillois terminent leur championnat le 28 mai 1922 par une victoire 1-4 sur le terrain du CS Verviétois et forcent ainsi un test-match pour l'attribution du titre.

### Test-match pour le titre
Le 18 juin 1922, le match décisif pour désigner le champion a lieu au stade Jules Otten, le terrain de La Gantoise. Le match est tendu et finalement remporté par le Beerschot deux buts à zéro. C'est le premier titre pour le club anversois, qui devient le septième champion de Belgique différent et le premier club de la métropole à remporter le championnat.

## Résultats

### Résultats des rencontres
Avec quatorze clubs engagés, 182 matches sont au programme de la saison. 
| Résultats (▼dom., ►ext.)                                   | AND | ANT | BEE | CSB | FCB | DAR | RAC | USG | LAG | RCG | MAL | RCM | STA | VER |
| SC Anderlechtois                                           |     | 1-1 | 0-2 | 4-1 | 1-3 | 0-3 | 1-2 | 0-0 | 2-2 | 1-2 | 2-1 | 1-0 | 0-2 | 3-0 |
| R. Antwerp FC                                              | 3-1 |     | 2-2 | 2-0 | 3-0 | 3-2 | 0-1 | 1-0 | 5-3 | 2-2 | 1-0 | 3-1 | 0-1 | 3-1 |
| Beerschot AC                                               | 5-1 | 0-0 |     | 4-1 | 3-1 | 3-1 | 5-1 | 0-0 | 2-1 | 3-0 | 3-0 | 1-1 | 1-0 | 1-0 |
| CS Brugeois                                                | 1-1 | 4-0 | 3-1 |     | 2-3 | 0-3 | 2-1 | 0-1 | 3-0 | 1-0 | 5-2 | 2-2 | 3-0 | 3-0 |
| R. FC Brugeois                                             | 1-1 | 0-3 | 3-1 | 1-1 |     | 2-2 | 2-0 | 2-3 | 3-1 | 2-1 | 6-1 | 1-1 | 1-1 | 2-2 |
| Daring CB                                                  | 1-0 | 0-1 | 2-1 | 0-1 | 0-1 |     | 1-1 | 0-1 | 2-1 | 0-0 | 1-3 | 2-1 | 1-0 | 1-0 |
| Racing CB                                                  | 1-1 | 5-0 | 0-2 | 2-2 | 1-0 | 1-0 |     | 0-2 | 2-2 | 0-0 | 6-0 | 6-1 | 2-0 | 2-2 |
| Union Saint-Gilloise                                       | 2-2 | 2-2 | 0-0 | 0-0 | 4-0 | 3-0 | 1-1 |     | 4-0 | 5-2 | 3-0 | 1-2 | 3-2 | 1-1 |
| ARA La Gantoise                                            | 2-0 | 1-2 | 0-3 | 1-0 | 4-1 | 2-2 | 0-1 | 0-1 |     | 1-1 | 2-1 | 1-2 | 1-0 | 0-1 |
| RC de Gand                                                 | 2-0 | 0-6 | 2-1 | 0-1 | 0-2 | 3-0 | 1-3 | 0-0 | 1-2 |     | 1-2 | 1-2 | 0-0 | 1-3 |
| FC Malinois                                                | 2-2 | 2-3 | 2-3 | 2-2 | 1-0 | 1-2 | 1-4 | 0-2 | 0-1 | 3-4 |     | 2-1 | 0-3 | 3-0 |
| RC de Malines                                              | 1-1 | 1-5 | 0-1 | 2-1 | 2-1 | 2-1 | 0-0 | 0-2 | 5-0 | 2-2 | 4-2 |     | 2-0 | 4-0 |
| Standard CL                                                | 0-0 | 0-0 | 2-3 | 5-1 | 2-0 | 0-0 | 2-2 | 1-6 | 5-1 | 4-1 | 5-1 | 4-1 |     | 4-2 |
| CS Verviétois                                              | 2-1 | 1-1 | 0-3 | 2-3 | 1-1 | 0-1 | 0-0 | 1-4 | 1-1 | 1-0 | 3-1 | 2-1 | 1-2 |     |
| - Victoire à domicile - Match nul - Victoire à l'extérieur |     |     |     |     |     |     |     |     |     |     |     |     |     |     |

### Classement final
| Rang | Équipe            | Pts | J  | G  | N  | P  | Bp | Bc | Diff |
| ---- | ----------------- | --- | -- | -- | -- | -- | -- | -- | ---- |
| 1    | Beerschot AC      | 39  | 26 | 17 | 5  | 4  | 54 | 23 | +31  |
| 2    | Union St-Gilloise | 39  | 26 | 15 | 9  | 2  | 51 | 17 | +34  |
| 3    | R. Antwerp FC     | 37  | 26 | 15 | 7  | 4  | 52 | 31 | +21  |
| 4    | R. Racing CB      | 32  | 26 | 11 | 10 | 5  | 45 | 28 | +17  |
| 5    | Standard CL       | 28  | 26 | 11 | 6  | 9  | 45 | 33 | +12  |
| 6    | CS Brugeois       | 28  | 26 | 11 | 6  | 9  | 43 | 39 | +4   |
| 7    | RC de Malines     | 26  | 26 | 10 | 6  | 10 | 41 | 43 | -2   |
| 8    | Daring CB SR T    | 25  | 26 | 10 | 5  | 11 | 28 | 31 | -3   |
| 9    | R. FC Brugeois    | 25  | 26 | 9  | 7  | 10 | 39 | 42 | -3   |
| 10   | ARA La Gantoise   | 19  | 26 | 7  | 5  | 14 | 30 | 50 | -20  |
| 11   | CS Verviétois     | 19  | 26 | 6  | 7  | 13 | 27 | 47 | -20  |
| 12   | SC Anderlechtois  | 18  | 26 | 4  | 10 | 12 | 27 | 42 | -15  |
| 13   | RC de Gand        | 17  | 26 | 5  | 7  | 14 | 27 | 47 | -20  |
| 14   | FC Malinois       | 12  | 26 | 5  | 2  | 19 | 33 | 69 | -36  |

Légende
- Champion de Belgique 1922
- Club devant disputer un test-match pour désigner le champion
- Club relégué pour la saison suivante

Abréviations
T : Tenant du titre 1921

 : nouveau venu depuis la saison précédente

### Test-match pour l'attribution du titre
Ce match est joué au Stade Jules Otten, le terrain de La Gantoise.
| Date                  | Match                               | Résultat |
| --------------------- | ----------------------------------- | -------- |
| 18 juin 1922          | Beerschot AC - Union Saint-Gilloise | 2-0      |
| Beerschot AC champion |                                     |          |

### Meilleur buteur
Ivan Thys (Beerschot AC) avec 21 buts. Il est le huitième joueur à remporter deux fois cette récompense et le cinquième belge à réaliser cette performance.

#### Classement des buteurs
Le tableau ci-dessous reprend les quinze meilleurs buteurs du championnat, soit les joueurs ayant inscrit dix buts ou plus durant la saison.
| #   | Pays | Joueur           | Club                 | Buts | Matches joués |
| --- | ---- | ---------------- | -------------------- | ---- | ------------- |
| 1.  |      | Ivan Thys        | Beerschot AC         | 21   | 26            |
| 2.  |      | Maurice Bunyan   | R. Racing CB         | 19   | 25            |
| =.  |      | Fernand Wertz    | R. Antwerp FC        | 19   | 26            |
| 4.  |      | François Dogaer  | RC de Malines        | 18   | 24            |
| 5.  |      | Robert Coppée    | Union Saint-Gilloise | 14   | 23            |
| 6.  |      | Achille Meyskens | Union Saint-Gilloise | 13   | 15            |
| =.  |      | Jean Dupont      | Standard CL          | 13   | 25            |
| 8.  |      | Maurice Gillis   | Standard CL          | 12   | 25            |
| =.  |      | Felix Andries    | FC Malinois          | 12   | 26            |
| =.  |      | Henri Larnoe     | Beerschot AC         | 12   | 27            |
| 11. |      | Joseph Musch     | Union Saint-Gilloise | 11   | 18            |
| =.  |      | Gérard Devos     | CS Brugeois          | 11   | 20            |
| =.  |      | Ignace Muylle    | CS Brugeois          | 11   | 25            |
| 14. |      | Jacques Moeschal | R. Racing CB         | 10   | 24            |
| =.  |      | Désiré Bastin    | R. Antwerp FC        | 10   | 26            |

## Récapitulatif de la saison
- Champion : Beerschot AC (1er titre)
- Septième champion de Belgique différent
- Premier titre pour la province d'Anvers.

| Région flamande (8)             | Région flamande (8) | Province de Brabant (4)      | Province de Brabant (4) | Région wallonne (2)    | Région wallonne (2) |
| ------------------------------- | ------------------- | ---------------------------- | ----------------------- | ---------------------- | ------------------- |
| Province d'Anvers               | 4                   | Région de Bruxelles-Capitale | 4                       | Province de Hainaut    | 0                   |
| Province de Flandre-Occidentale | 2                   | Province du Brabant flamand  | 0                       | Province de Liège      | 2                   |
| Province de Flandre-Orientale   | 2                   | Province du Brabant wallon   | 0                       | Province de Luxembourg | 0                   |
| Province de Limbourg            | 0                   |                              |                         | Province de Namur      | 0                   |

1. ↑  Au niveau footballistique, la province de Brabant est toujours unitaire malgré sa partition territoriale en 1995.

### Admission et relégation
À partir de cette saison, la Fédération revient au système de deux relégués. Le FC Malinois, néo-promu, est rapidement distancé et fait l'aller-retour.
La seconde place fait l'objet d'une lutte plus serrée. Le 5 février 1922, le RC Gand réussit l'exploit de battre le Beerschot (2-1), candidat au titre. Mais ensuite, jusqu'au 12 avril, les « Racingmen » ne marquent que 2 points sur 12. Ils battent alors le Daring, tenant du titre, 3 buts à 0. Les Gantois terminent leur parcours et comptent 1 point d'avance sur le Sporting Club Anderlechtois, qui doit encore jouer trois rencontres remises. Dès le match suivant, Anderlecht s'impose contre le CS Verviétois (3-0) et s'assure de prolonger son premier passage parmi l'élite.

### Débuts en Division d'Honneur
Deux clubs font leurs débuts dans la plus haute division belge. Ils sont les 26e et 27e clubs différents à y apparaître.
- Le FC Malinois est le 4e club de la province d'Anvers à évoluer dans la plus haute division belge, le deuxième de la ville de Malines
- Le SC Anderlechtois est le 12e club de la province de Brabant et le 12e bruxellois à évoluer dans la plus haute division belge.

### Changement de nom
Reconnue « Société Royale », l'Union Saint-Gilloise adapte son appellation et devient officiellement l'Union Saint-Gilloise SR. L'emploi du nom de « Royale Union » se fait rapidement dans le langage courant mais n'est officialisé qu'en 1973.

### Bilan de la saison
| Championnat de Belgique de football 1921-1922 |                          |
| Champion                                      | Beerschot AC (1er titre) |
| Dauphin                                       | Union Saint-Gilloise     |
| Promotions et relégations                     |                          |
| Promus en Division d'Honneur                  | Uccle Sport              |
| Promus en Division d'Honneur                  | Berchem Sport            |
| Relégués en Promotion                         | RC de Gand               |
| Relégués en Promotion                         | FC Malinois              |